# UPT Sori Panihi Sp2
UPT Sori Panihi Sp2 is een bestuurslaag in het regentschap Bima van de provincie West-Nusa Tenggara, Indonesië. UPT Sori Panihi Sp2 telt 242 inwoners (volkstelling 2010).